# 米高·金寶
米高·沙維亞·金寶（Michael Xavier Campion，1984年5月20日—），生於香港，英國及菲律賓混血兒，已退役英國裔香港足球運動員，司職中場，於英國愛丁堡大學工商管理碩士學位畢業。

## 球會生涯
金寶生於香港及於香港長大，曾經入選香港16歲以下足球代表隊。後來金寶於英國升學，於愛丁堡大學修讀工商管理碩士學位畢業。畢業後金寶於蘇格蘭銀行任職，及參與業餘足球聯賽。後來回到香港擔任洋酒銷售經理。金寶加盟業餘香港足球會，期間遇到公民足球隊遊說其加盟，隨即答應。2014年9月4日，太陽飛馬在新球季發布會，公布旗下3名球員金寶、蘇偉泉及林家亮獲太陽娛樂文化簽約成為旗下藝人，在著名經理人黃柏高（Paco）帶領下，實行足球與演藝雙線發展。2015年1月13日，太陽飛馬公佈外借金寶‬至南華足球隊。2015－16年度重返香港甲組足球聯賽球隊港會，協助球隊以亞軍完成球季，並取得升班資格。惟季後決定退役，不隨隊征戰香港超級聯賽。

## 國際賽生涯
2012年7月，金寶向入境事務處申請香港護照，於2014年3月22日獲發。2012年12月5日，香港足球總會公布第35屆省港盃足球賽的香港足球代表隊球員名單，金寶首次入選。2012年12月29日，省港盃首回合客場賽事，金寶正選上陣，於第43分鐘被換出，由夏志明入替。2013年1月1日，省港盃次回合賽事，金寶於67分鐘入替朱兆基，參與33分鐘後因為戰術關係被換出，由林學曦入替。

## 外部連結
- 香港足總網頁球員資料 （页面存档备份，存于）